# Angelo Agostini
Angelo Agostini (Vercelli, 8 aprile 1843 – Rio de Janeiro, 23 gennaio 1910) è stato un fumettista, illustratore e giornalista italiano naturalizzato brasiliano, noto soprattutto per essere stato uno dei precursori del fumetto, tanto da essere considerato il padre del fumetto brasiliano.

## Biografia
Nacque a Vercelli, ma per seguire la madre, la cantante lirica Raquel Agostini, trascorse la sua infanzia prima a Parigi, dove inizio a studiare arte, poi in Brasile dove si stabilì nel 1859.
Nel 1864 fondò Diablo Coxo la prima rivista illustrata di Rio de Janeiro, dove pubblicò le sue opere anche il poeta Luís Gama. Il giornale chiuse già nel 1865 e così l'anno seguente iniziò a collaborare con il periodico Cabrião. Anche questa pubblicazione fallì nel giro di un anno, e così Agostini si trasferì al Vida Fluminense. Qui, nel 1869, pubblicò la storia As Aventuras de Nhô Quim (L'avventura di Nhô Quim) considerata il primo fumetto brasiliano.
Nel 1879 fondò la Revista Ilustrada dove, a partire dal 27 giugno del 1883, iniziò la pubblicazione a puntate de As Aventuras do Zé Caipora (L'avventura di Zé Caipora) che riscuoterà un enorme successo ispirando anche una canzone e due film muti.
Nel 1895 Agostini fondo la rivista Don Quixote che visse fino al 1906. Negli ultimi anni lavorò al giornale O Malho fino alla sua morte avvenuta nel 1910.

## Riconoscimenti
A partire dal 1984 la Associação dos Quadrinhistas e Caricaturistas do Estado de São Paulo ha intitolato un premio in suo onore che è oggi il massimo riconoscimento per quel che riguarda i fumetti in Brasile.

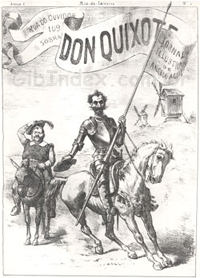
Copertina disegnata da Agostini per il primo numero di Don Quixote